# Johann Nussbiegel
Johann Nussbiegel (Nuremberg, 1750 — Nuremberg, 1833) est un dessinateur et graveur allemand.

## Biographie
Johann Nussbiegel naît à Nuremberg le 6 décembre 1750. Il est le fils du dessinateur et graveur Georg Paul Nussbiegel (de) (1713-1786),.
Il se forme auprès de son père et reçoit des leçons de perspective de l'architecte Daniel Stettner (d) puis étudie à l'Académie des beaux-arts de Nuremberg auprès de Johann Daniel Preissler,,. Dans sa jeunesse, « outre l'exercice du dessin nécessaire et l'étude de la perspective, il s'adonnait à la science de l'histoire et de la fable, et formait par de fréquentes lectures la tête et le cœur d'un très agréable compagnon. »
Il est inscrit comme graveur sur cuivre dans le livret des offices à partir de 1783 et donne des cours de dessin le dimanche,. Il a notamment pour élève Christoph Wilhelm Bock.

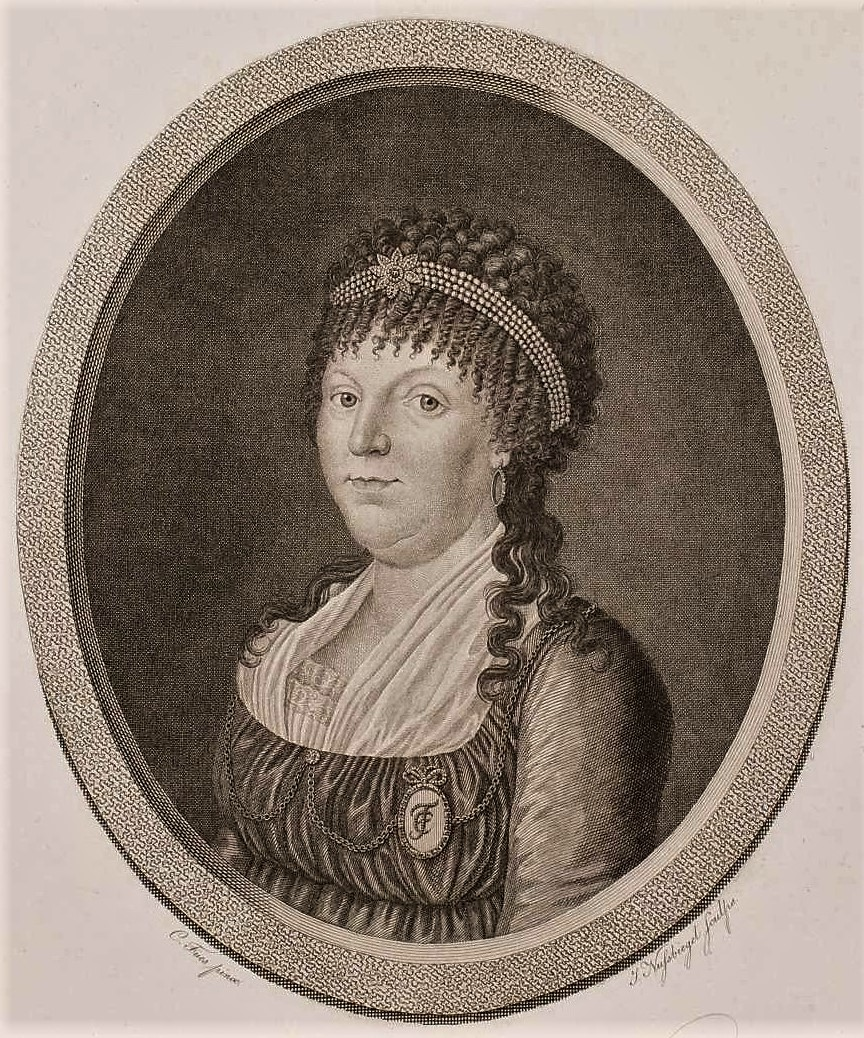
Portrait d'Anna Jacobina Forster née Schönleben, eau-forte (1802) d'après Christian Friedrich Fues (1772-1836).

Johann Nussbiegel reprend l'atelier de son père et produit des illustrations qu'il grave sur cuivre pour les ouvrages d'histoire naturelle ; pour Physiognomik et Messiade de Johann Kaspar Lavater ; Elementarwerk de Christian Gotthilf Salzmann, ou encore le Jahrbuch der Weltbegebenheiten (Berlin, Spener, 1789),.
Il produit de nombreuses gravures de reproduction de portraits, de tableaux d'histoire, de paysages, d'œuvres de Daniel Chodowiecki, Benjamin West, Daniel Berger ou Johann Albrecht Friedrich Rauscher (de) et autres illustrations de livre,,,.
Nussbiegel se marie le 10 mars 1783 avec Catharina Sabina Maria Friederica (1758-1826), fille du peintre Christian Harrich (1724-1766), avec laquelle il a un fils et deux filles,.
En 1788, il devient membre de l'Académie des beaux-arts de Nuremberg et participe quatre ans plus tard à l'assemblée constitutive de la Gesellschaft der Nürnberger Künstler und Kunstfreunde (Société des artistes et amis de l'art de Nuremberg),.
Johann Nussbiegel meurt à Nuremberg le 6 mai 1833,.

## Œuvre

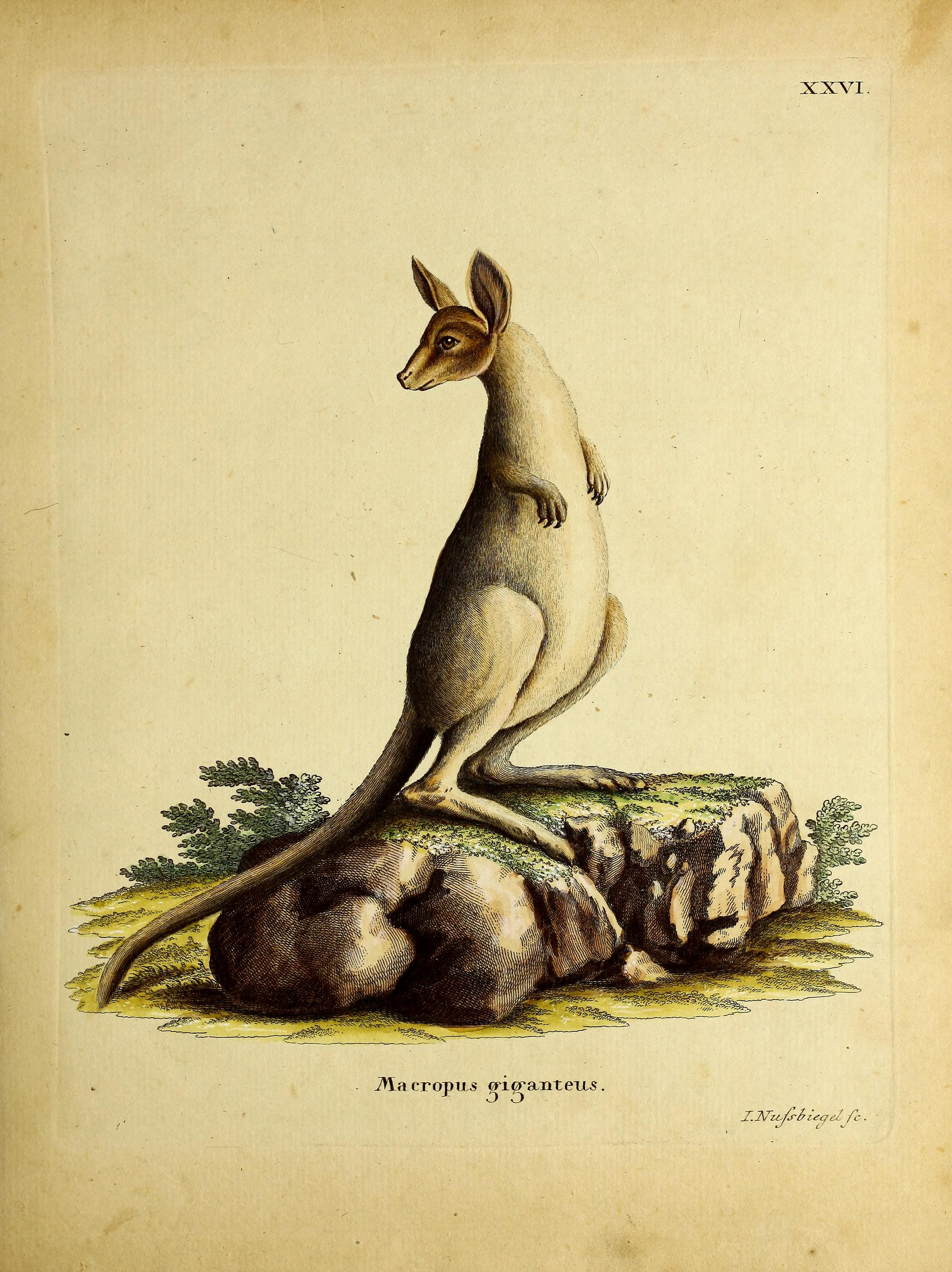
Macropus giganteus, illustration pour Vergleichende Naturbeschreibung der Säugethiere (Pl. XXVI), de Georg August Goldfuss (1809).

Georg Wolfgang Panzer a répertorié sept gravures de portraits de citoyens de Nuremberg portant sa signature ainsi que son portrait gravé par Christoph Wilhelm Bock,. Heidrun Ludwig répertorie pour sa part ses nombreux travaux d'histoire naturelle.
Selon Klunzinger, Seubert et Müller, on loue son application et sa précision, ainsi que la lumière décorative et la finesse de sa gravure, notamment dans les petites figures.